# Cornelia Toppen
Cornelia Toppen, född 1730 i Apeldoorn, Gelderland, död 6 mars 1800 i Rotterdam, var en orangist och anstiftare till 1784 års upplopp i Rotterdam. Gift 1755 med båtsman Jan Reijnier Zwenke.
Under 1784 förekom våldsamma politiska upplopp mellan patrioter och orangister i Rotterdam; Jan Jacob Elsevier var ledare för patrioterna, Toppen för orangisterna. Utredningen identifierade henne som "initiativtagare" till upploppen. Hon hade bland annat delat ut orange band till rojalisterna. Hon fängslades och bötfälldes för brott mot statens ordning. Hon är känd i Nederländernas historia som Keet Zwenke.